# 隠岐支庁
隠岐支庁（おきしちょう）は、島根県の支庁。
隠岐諸島の隠岐郡全域、すなわち隠岐の島町及び島前3町村（海士町、西ノ島町、知夫村）を管轄としており、隠岐の島町の合同庁舎（支庁本庁舎）と西ノ島町の島前集合庁舎（分庁舎）が設けられている。

## 歴史
- 1876年（明治9年）、島根県の所属となった隠岐諸島は海士・知夫・周吉・隠地の各郡に分かれた。1889年（明治22年）に島嶼町村制導入に併せて、これまでの郡制を廃止し島根県は隠岐島庁を設置する。
- 1904年（明治37年）に島嶼指定が解除となり、1889年に廃止された4郡が復活する。1925年（大正14年）に隠岐島庁は廃止され、その代わりに隠岐支庁が設けられて島根県の支庁となる。

## 組織
隠岐合同庁舎
- 県民局
  - 総務グループ、地域振興観光グループ、税務グループ、会計グループ、

- 農林局
- 水産局
  - 総務グループ、水産グループ、漁港グループ

- 県土整備局
  - 業務部、建築部、維持管理部、土木工務部、農林工務部

- 隠岐保健所
  - 総務保健部、環境衛生部

- 隠岐教育事務所
- 中央児童相談所隠岐相談室

島前集合庁舎
- 水産局島前出張所
- 県土整備局島前事業部
- 隠岐保健所島前保健環境グループ